# 奥斯托斯民族独立运动
奥斯托斯民族独立运动（西班牙語：Movimiento Independentista Nacional Hostosiano，缩写为MINH）是波多黎各的一个主张波多黎各独立的左翼政治组织。该组织成立于2004年5月6日，得名于波多黎各思想家欧亨尼奥·玛丽亚·德·奥斯托斯。该组织的意识形态是社会主义和反帝国主义。该组织的总部位于圣胡安。该组织是圣保罗论坛的成员。该组织曾加入玻利瓦尔人民大会。